# Марс і Авріль
Марс і Авріль (Mars et Avril) — канадський науково-фантастичний фільм 2012 року. Сценарист, продюсер і режисер фільму, заснований на однойменних фотороманах «Sid Lee & la Pastèque» — Мартін Вільньов.Світова прем'єра відбулася 2 липня 2012 року на 47-му Міжнародному кінофестивалі в Карлових Варах (фільм був відібраний у секції «Інший погляд» за унікальний художній підхід як за формою, так і за змістом). Відтоді фільм був показаний на двадцяти інших великих кінозаходах по всьому світу та отримав 10 номінацій..

## Про фільм
Історія про літнього музиканта та його музичного майстра. Вони одержимі однією й тією ж жінкою, яка погоджується стати моделлю для їхнього наступного музичного інструменту. Але потім зникає у віртуальному світі під час першої подорожі людства на Марс.

## Знімались
| Актор                | Роль             |
| -------------------- | ---------------- |
| Жак Лангвіран        | Жакоб Обус       |
| Каролін Даверна      | Авріль           |
| Пол Ахмарані         | Артур            |
| Робер Лепаж          | Еужен Спаак      |
| Стефан Демерс        | Бернард Брель    |
| Марсель Сабурін      | Капуцин          |
| Андре Монморансі     | П'єрро           |
| Габріель Гаскон      | Арлекін          |
| Емануель Госс-Демаре | перший марсонавт |
| Рішар Робітайль      | третій марсонавт |
| Мішель Деслор'є      | телефоністка     |
| Дені Граверо         | космолог         |